# Michael Tucker (Baseballspieler)
Michael Anthony Tucker (* 25. Juni 1971 in South Boston, Virginia) ist ein ehemaliger US-amerikanischer Baseballspieler in der Major League Baseball (MLB). 
Der Outfielder war zuletzt für die New York Mets im Jahr 2006 in der höchsten nordamerikanischen Spielklasse aktiv. Vorher spielte er bei den Kansas City Royals (1995–1996, 2002–2003), den Atlanta Braves (1997–1998), Cincinnati Reds (1999–2001), Chicago Cubs (2001), San Francisco Giants (2004–2005) und den Philadelphia Phillies (2005). In den letzten Jahren stand er nur selten in der Anfangsaufstellung seiner Clubs, sondern diente vielmehr als Pinch Hitter und Utility Player. Er schlägt als Linkshänder und wirft mit der rechten Hand.
Nach dem Ende seiner MLB-Laufbahn wechselte Tucker in die unterklassige Atlantic League of Professional Baseball, wo er zunächst für die Newark Bears spielte, ehe er 2009 zu den Southern Maryland Blue Crabs wechselte.